# Glyptothorax gracilis
Glyptothorax gracilis är en fiskart som först beskrevs av Günther, 1864.  Glyptothorax gracilis ingår i släktet Glyptothorax och familjen Sisoridae. IUCN kategoriserar arten globalt som otillräckligt studerad. Inga underarter finns listade i Catalogue of Life.